# Síndrome da transfusão feto-fetal
Síndrome da transfusão feto-fetal (STFF), do inglês Twin-to-twin transfusion syndrome  (TTTS), também conhecida como síndrome de transfusão intergemelar, ou seqüência de oligodrâmnio-poliidrâmnio, do inglês Twin Oligohydramnios-Polyhydramnios Sequence (TOPS) é uma complicação onde ocorre um desequilíbrio circulatório e os gêmeos idênticos passam a trocar sangue entre si de forma desproporcional. Também conhecida como síndrome do gêmeo preso (stuck twin) ela resulta em alta morbidade e taxa de mortalidade que varia de 60 a 100%. Afeta apenas gêmeos monocoriônicos, isto é, gravidez múltipla em que dois ou mais fetos compartilham um córion (monocoriônicos), ou seja, uma única placenta. Gêmeos monocorionicos são sempre idênticos, porém o contrario não é verdadeiro, ou seja, eles podem ser geneticamente idênticos, e ter duas placentas independentes.
Como resultado do compartilhamento de uma única placenta, as circulações sanguíneas dos gêmeos monocoriônicos pode se conectar. embora cada feto use sua própria porção da placenta, os vasos sanguíneos conectados na placenta permitem que o sangue passe um gêmeo para o outro.
Acredita-se que a maioria das placentas monocoriônicas tenha essas "conexões compartilhadas" porém com os volumes de sangue sendo iguais entre os fetos. Este estado é por vezes referido como "equilíbrio de fluxo". Dependendo do número, tipo e direção dos vasos sanguíneos interconectados (anastomoses), o sangue pode ser transferido desproporcionalmente de um gêmeo (o "doador") para o outro (o "receptor"), devido a um estado de "desequilíbrio de fluxo" que ocorre através do "equador" placentário, a linha que divide a proporção de cada bebê da placenta compartilhada.
Esse estado de transfusão faz com que o gêmeo doador tenha um volume sanguíneo menor, o que reduz também a produção de urina, levando a um nível mais baixo do que o normal de líquido amniótico ou seja, oligo-hidrâmnio. O volume sanguíneo do gêmeo receptor é aumentado, o que pode sobrecarregar o coração do feto e, eventualmente, levar à insuficiência cardíaca. A produção de urina tambem esta aumentada, o que pode levar ao excesso de líquido amniótico, ou seja, polidrâmnio.
A STFF geralmente se desenvolve a partir da semana 15 podendo ser detectada em qualquer momento, sendo sempre potencialmente letal, para um ou ambos, os gêmeos. No entanto, quando detectada depois da semana 26, o parto pode ser considerado para preservar ambos os bebês.
As causas subjacentes da STFF não são conhecidas, mas se acredita que ela se inicia quando um feto cresce menos que o outro, "invadindo" o" equador" placentário do outro. Não parece ser hereditária ou genética.
Alguns médicos recomendam repouso para a mãe, associado a um aumento da ingestão de proteínas como para tentar evitar a ocorrência da síndrome. Uma pesquisa mostrou benefício da suplementação nutricional proteica. A suplementação da dieta se associou a menor incidência de STFF (20/52 versus 8/51, P = 0,02) e com menor prevalência de STFF no momento do parto (18/52 versus 6/51, P = 0,012), quando comparado com nenhuma suplementação. No estudo, a suplementação nutricional continha 250kcal, consistindo de 6g de lipídios, 40g de carboidratos, 9g de proteínas, vitaminas e minerais, consumidos três vezes ao dia. A intervenção nutricional também prolongou significativamente o tempo entre o diagnóstico de STFF e o parto (9,4 ± 3,7 semanas versus 4,6 ± 6,5 semanas; P = 0,014).
Quanto mais cedo a suplementacao nutricional foi introduzida, menor foi a chance de STFF (P = 0,001). Embora não estatisticamente significativa, essa intervenção dietética também foi associada a menor estágio de Quintero, a reducao da necessidade de cirurgia fetal e menor discordância do peso ao nascimento. A terapia nutricional parece beneficiar os casos de Estágio de Quintero I, o mesmo efeito não foi observado nos casos acima do Estágio I.

## Diagnóstico
O diagnóstico da STFF é feito através da ultra-sonografia fetal, quando se observa a presença de excesso de líquido no saco amniótico do receptor (maior bolsão vertical de líquido igual ou maior que 8,0 cm antes de 20 semanas de gestação, ou superior a 10,0 cm após esta idade gestacional), associado a redução de líquido na bolsa do doador (maior bolsão igual ou menor que 2 cm).
Um sistema de estadiamento através do ultra-som é comumente usado para classificar a gravidade da STFF.
Estágios de Quintero
Estágio I: A quantidade de líquido amniótico se encontra reduzida ao ultra-som (oligo-idrâmnio) no feto doador, e está aumentada (polidrâmnio) feto receptor.
Estágio II: Além de todos os achados acima, o ultra-som não é capaz de identificar a bexiga no gêmeo doador.
Estágio III: Além das características dos Estágios I e II, o Doppler mostra anormalidades do fluxo sanguíneo nos cordões umbilicais dos gêmeos.
Estágio IV: Além de todos os achados acima, o gêmeo receptor tem edema (inchaço) de pele e apresenta estágios iniciais de insuficiência cardíaca (hidropisia fetal).
Estágio V: Além de todos os achados acima, um dos gêmeos já morreu e isso pode acontecer com qualquer um deles. O risco para o doador ou para o receptor, é aproximadamente igual e é bastante alto acima do Estágio II.

## Tratamento
Vários tratamentos para TTTS incluem:

### Sem tratamento
Quando nenhuma intervenção e feita a mortalidade e de quase 100%, de um ou de todos os fetos. Exceções a isso incluem pacientes que ainda estão no Estágio I, acima de 22 semanas de gestação.

### Amniodrenagem seriada
Este procedimento foi abandonado, pois não leva a uma cura da doença, sendo considerado apenas paliativo. Ele envolve a remoção do excesso de líquido amniótico periodicamente durante a gravidez, assumindo que o aumento de liquido no gêmeo receptor pode causar trabalho de parto prematuro, aumentando mortalidade perinatal. A taxa de sobrevida deste procedimento e de 66% para pelo menos um feto, com um risco de 15% de paralisia cerebral e idade gestacional media de 29 semanas de gestação.

#### Septostomia ou ruptura iatrogênica da membrana divisória
Esse procedimento também foi abandonado, devido ao risco de levar a outras complicações tao graves quanto a STFF. Ele se baseia em romper a membrana que separa os fetos, de tal forma que o líquido amniótico dos gêmeos se mistura, sob a suposição de que o equilíbrio da pressão entre as bolsas melhorará a progressão da doença. Essa suposta diferença de pressão nunca foi comprovada; e sabe-se que este procedimento pode levar ao enovelamento dos cordões, causando a morte de ambos. A septostomia também pode causar uma pseudo brida amniótica, que pode levar a amputação de um membro do feto que possa ficar preso no orifício que foi criado. Este procedimento também pode impedir a realização de procedimentos terapêuticos, pelo potencial de causar um descolamento entre as membranas, bem como dificulta o monitoramento da progressão da doença.

#### Cirurgia fetal (fetoscopia com laser)

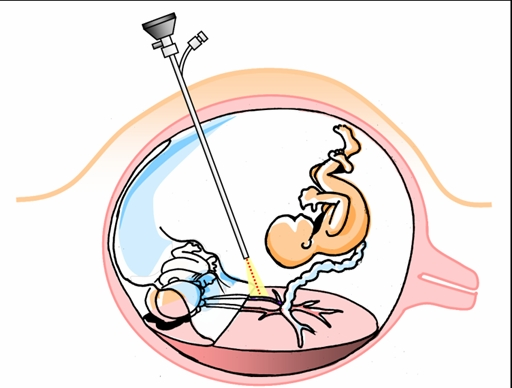
Ilustração de uma fetoscopia e ablação a laser de vasos de conexão na síndrome de transfusão feto-fetal (STFF)

Este procedimento e o tratamento de escolha, envolve cirurgia fetal endoscópica usando laser para interromper os vasos que permitem a troca de sangue entre os fetos  Cada feto permanece conectado à sua fonte primária de sangue e nutrição, a placenta, através do cordão umbilical. Este procedimento é realizado uma vez, com exceção de todos os navios que não foram encontrados. O uso de instrumentos endoscópicos permite um tempo de recuperação curto. Este procedimento foi associado com uma taxa de sobrevivência de 85% de pelo menos um feto, com risco de 6 a 7% de paralisia cerebral e parto médio ocorrendo entre 32 e 33 semanas de gestação.
A fetoscopia (cirurgia fetal endoscópica) com coagulação a laser dos vasos placentários consiste na introdução de uma “cânula” (agulha mais grossa, de até 3mm) contendo um aparelho óptico (fetoscópio), através da parede abdominal e do útero (sem abrir a barriga da mãe), que permitirão visualizar diretamente os vasos que comunicam a circulação dos fetos. A interrupção da circulação nestes vasos será feita utilizando a coagulação por raio laser, através da passagem de uma fibra condutora pelo fetoscópio já introduzido.
Sequência anemia-policitemia (TAPS) pode ocorrer após a cirurgia a laser para STFF (forma pós-laser). A forma espontânea de TAPS complica cerca de 3 a 5% das gestações gemelares monocoriônicas, enquanto a forma pós-laser ocorre em 2 a 13% dos casos de STFF. OTAPS paraece ser devido a presença de poucas anastomoses placentárias arteriovenosas (AV) (diâmetro <1mm)  permitindo uma transfusão lenta de sangue do doador para o receptor e levando gradualmente a níveis de Hb altamente discordantes.
Uma revisão recente constatou que a fetoscopia para coagulação com laser das anastomoses placentária, foi superior a amniodrenagem seriada e a septostomia, tornando-se o padrão-ouro para o tratamento fetal.

## Epidemiologia
Com base em dados recentes do US NCHS (2005), a taxa de nascimentos múltiplos é agora de aproximadamente 3,4% (4.138.349 nascimentos totais, dos quais 139.816 eram gêmeos ou nascimentos múltiplos de ordem superior). A maioria dos gêmeos idênticos compartilham uma placenta comum (monocoriônica) e, destes, aproximadamente 15% desenvolvem o TTTS. Ao extrapolar o número de gêmeos idênticos esperados (cerca de um terço) dos nascimentos múltiplos anuais e o número de gêmeos com placenta monocoriônica (cerca de dois terços), e destes o número pensado para desenvolver o TTTS (cerca de 15%), são, pelo menos, 4.500 casos de TTTS por ano apenas nos EUA: 139.816 × .33 × .66 × .15 = 4.568 casos de TTTS por ano nos EUA (envolvendo mais de 9.000 bebês). Desde as perdas espontâneas de gestação e terminações que ocorrem antes de 20 semanas vão contadas pelo CDC, esta estimativa de casos de TTTS pode ser muito conservadora. Embora os tratamentos de infertilidade tenham aumentado a taxa de nascimentos múltiplos, eles não diluíram sensivelmente a incidência esperada de gêmeos idênticos. Estudos mostram uma taxa mais alta de gêmeos idênticos (até 20 vezes com fertilização in vitro) usando esses tratamentos versus taxas de gravidez espontânea.